# پیچ اشتباه ۶: آخرین پناهگاه
پیچ اشتباه ۶: آخرین پناهگاه (انگلیسی: Wrong Turn 6: Last Resort) فیلمی در ژانر ترسناک و اکشن است که در سال ۲۰۱۴ منتشر شد. این فیلم ششمین بخش از مجموعه فیلم پیچ اشتباه است. از بازیگران آن می‌توان به ریس کویرو اشاره کرد.